# 23 de julho
23 de julho é o 204.º dia do ano no calendário gregoriano (205.º em anos bissextos). Faltam 161 dias para acabar o ano.

## Eventos históricos

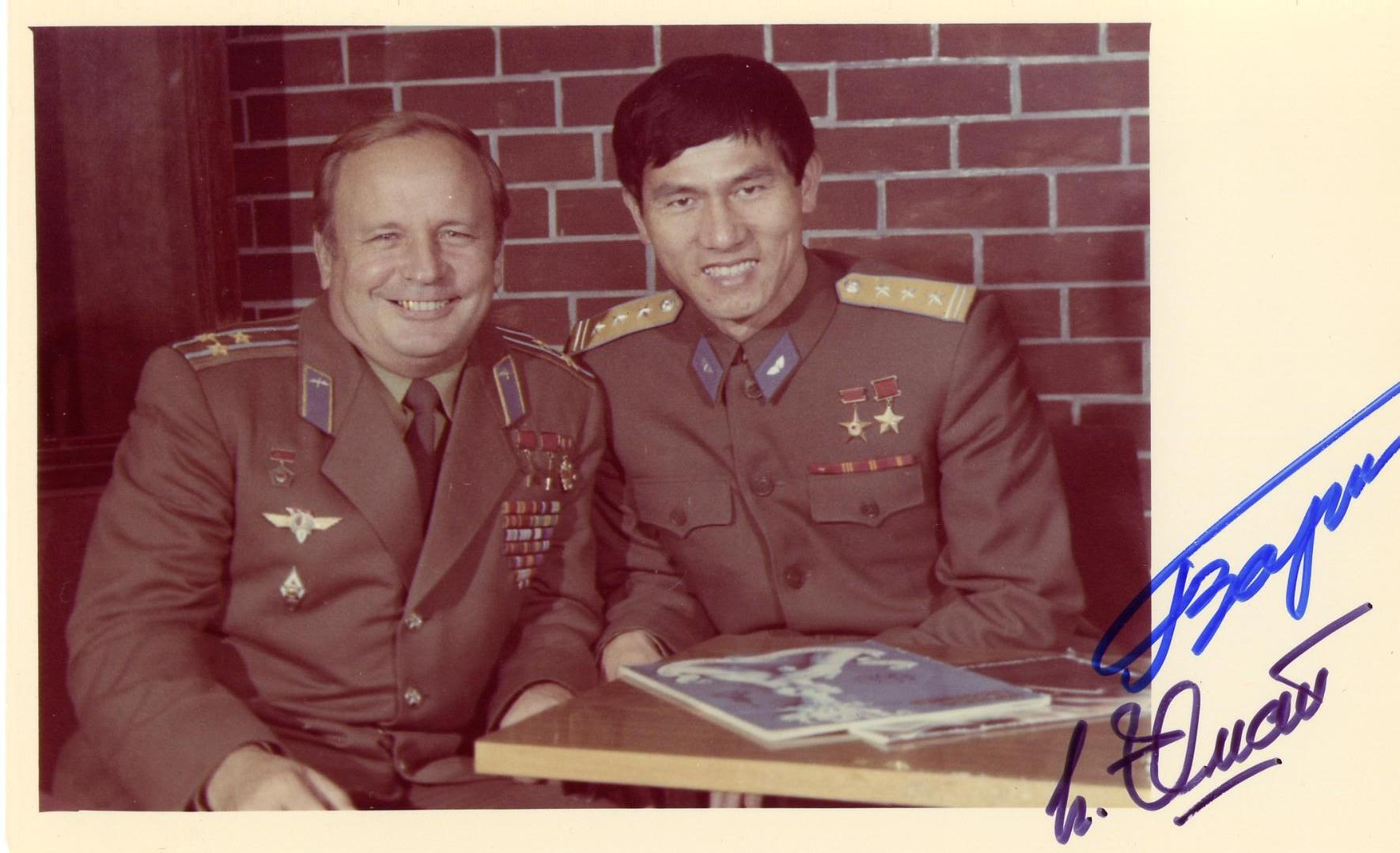
1980: Tripulação da Soyuz 37

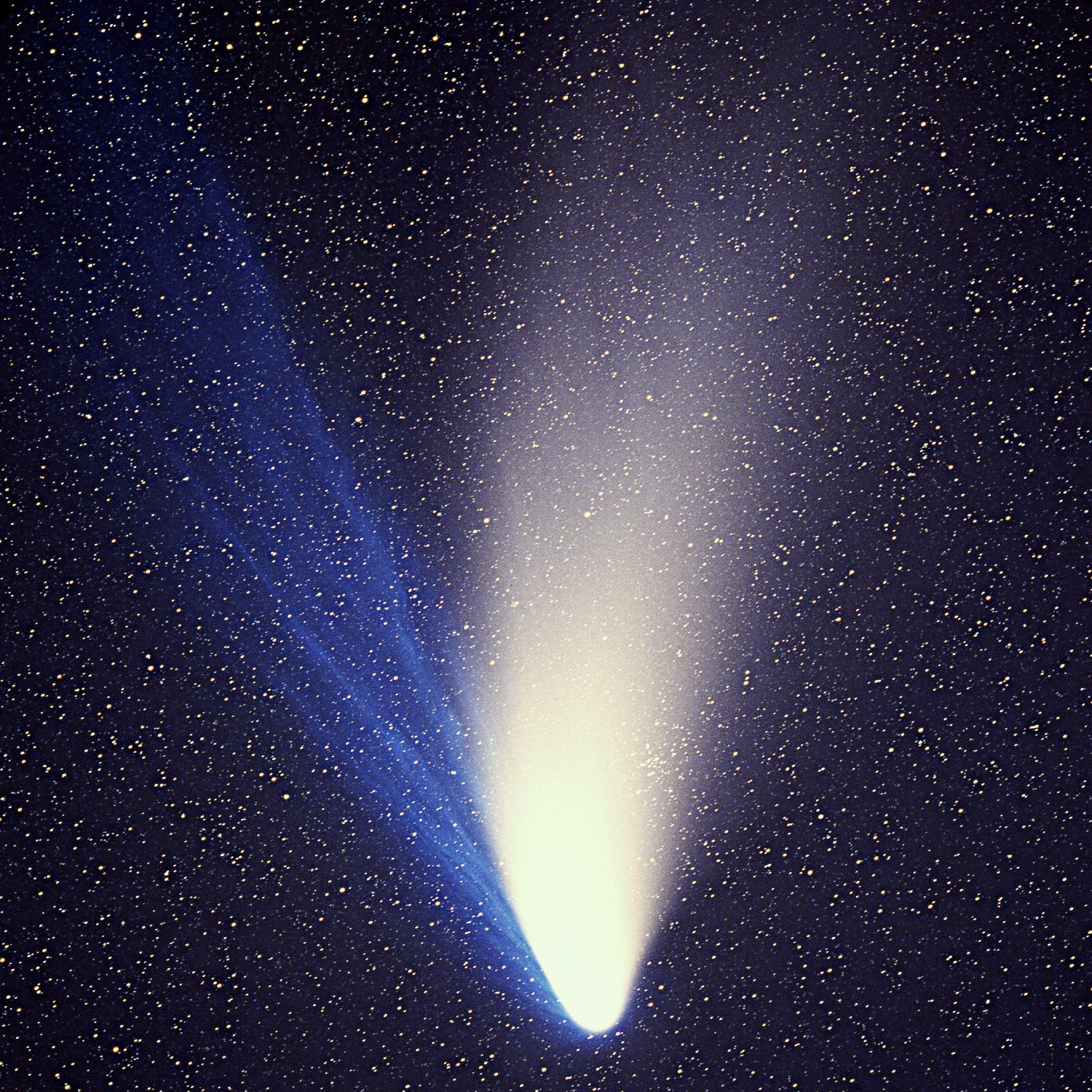
1995: O cometa Hale-Bopp

- 0811 — O imperador bizantino Nicéforo I saqueia a capital búlgara de Plisca e rouba o tesouro de Crum.
- 1319 — A frota dos Cavaleiros Hospitalários obtém uma esmagadora vitória sobre uma frota aidinida de Quios.
- 1677 — Guerra da Escânia: a Dinamarca-Noruega captura a cidade portuária de Marstrand da Suécia.
- 1793 — Reino da Prússia reconquista Mainz da França.
- 1813 — Sir Thomas Maitland é nomeado o primeiro governador de Malta, transformando a ilha de um protetorado britânico em uma colônia de fato.
- 1821 — Enquanto a Rebelião Mora continua, os gregos capturam o Castelo de Monemvasia. Tropas e cidadãos turcos são transferidos para as costas da Ásia Menor.
- 1829 — Nos Estados Unidos, William Austin Burt patenteia o tipógrafo, precursor da máquina de escrever.
- 1833 — Travada a Batalha da Cova da Piedade entre as forças absolutistas e liberalistas em Portugal
- 1840
  - Declaração da Maioridade: Dom Pedro de Alcântara torna-se imperador do Brasil, com 14 anos, e foi o fim da regência da Pedro de Araújo Lima exercia no Império do Brasil.
  - A Província do Canadá é criada pelo Ato de União.
- 1862 — Guerra Civil Americana: Henry Halleck torna-se general-chefe do Exército da União.
- 1871 — É descoberto o asteroide 114 Kassandra.
- 1881 — Assinado em Buenos Aires o Tratado de Fronteiras de 1881 entre Chile e Argentina.[1]
- 1874 — Aires de Ornelas e Vasconcelos é nomeado arcebispo do enclave colonial português de Goa, na Índia.
- 1903 — A Ford Motor Company vende seu primeiro carro.
- 1908 — A Segunda Constituição é aceita pelos otomanos.
- 1914 — Áustria-Hungria emite uma série de exigências em um ultimato ao Reino da Sérvia, exigindo que a Sérvia permita que os austríacos determinem quem assassinou o arquiduque Francisco Fernando. A Sérvia aceita todas as exigências, exceto uma, e a Áustria declara guerra em 28 de julho.
- 1921 — Criado formalmente o Partido Comunista da China (PCC) no 1.º Congresso Nacional.
- 1926 — A Fox Film compra as patentes do sistema de som Movietone para gravar som em filme.
- 1929 — O governo fascista da Itália proíbe o uso de palavras estrangeiras.
- 1936 — Na Catalunha, Espanha, o Partido Socialista Unificado da Catalunha é fundado através da fusão dos partidos Socialista e Comunista.
- 1940 — O subsecretário de Estado dos Estados Unidos, Sumner Welles, emite uma declaração sobre a política norte-americana de não reconhecimento da anexação soviética e incorporação de três estados bálticos: Estônia, Letônia e Lituânia.
- 1945 — Começam os processos judiciais do pós-guerra contra Philippe Pétain.
- 1952 — O General Muhammad Naguib lidera os Oficiais Livres (formados por Gamal Abdel Nasser, o verdadeiro poder por trás do golpe) na deposição do Rei Faruk do Egito.
- 1961 — A Frente Sandinista de Libertação Nacional é fundada na Nicarágua.
- 1962
  - Telstar retransmite o primeiro programa de televisão transatlântico ao vivo transmitido publicamente, com Walter Cronkite.
  - Assinado o Acordo Internacional sobre a Neutralidade do Laos.
- 1967 — Distúrbios de Detroit: em Detroit, um dos piores motins da história dos Estados Unidos começa no centro da cidade predominantemente afro-americano. Em última análise, tem 43 mortes e queima milhares de edifícios.
- 1968 — O único sequestro bem-sucedido de uma aeronave da El Al ocorre quando um Boeing 707 transportando dez tripulantes e 38 passageiros é assumido por três membros da Frente Popular para a Libertação da Palestina. A aeronave estava a caminho de Roma para Lod, Israel.[2]
- 1970 — Qaboos bin Said al Said se torna o sultão de Omã após derrubar seu pai, Said bin Taimur, iniciando reformas massivas, programas de modernização e fim de uma década de guerra civil.
- 1972 — Os Estados Unidos lançam o Landsat 1, o primeiro satélite de observação dos recursos naturais terrestres.
- 1974 — A junta militar grega entra em colapso, e o ex-primeiro-ministro Konstantínos Karamanlís é convidado a liderar o novo governo, iniciando a era metapolitefsi na Grécia.
- 1976 — Toma posse em Portugal o I Governo Constitucional após a Revolução dos Cravos, chefiado pelo primeiro-ministro Mário Soares.
- 1980 — Pham Tuan torna-se o primeiro cidadão vietnamita e o primeiro asiático no espaço quando voa a bordo da missão Soyuz 37 como um Cosmonauta de Pesquisa Intercosmos.
- 1992
  - Abecásia declara independência da Geórgia.
  - Uma comissão do Vaticano, liderada pelo cardeal Joseph Ratzinger, estabelece que limitar certos direitos de pessoas homossexuais e casais não casados não é equivalente a discriminação com base em raça ou gênero.
- 1993
  - O voo 2119 da China Northwest Airlines cai durante a decolagem do aeroporto de Yinchuan Xihuayuan em Yinchuan, Ningxia, China, matando 55 pessoas.
  - Oito crianças e adolescentes são mortos no centro do Rio de Janeiro, no que ficou conhecido como a Chacina da Candelária.
- 1995 — O cometa Hale-Bopp é descoberto; torna-se visível a olho nu na Terra quase um ano depois.
- 1997 — Digital Equipment Corporation registra acusações antitruste contra a fabricante de chips Intel.
- 1999 — O ônibus espacial Columbia é lançado na STS-93, com Eileen Collins se tornando a primeira mulher comandante do ônibus espacial. O ônibus espacial também carregou e implantou o Observatório de Raios-X Chandra.
- 2012 — A tempestade solar de 2012 foi uma ejeção de massa coronal excepcionalmente grande que foi emitida pelo Sol, que quase não atingiu a Terra por nove dias. Se atingisse, teria causado até US$ 2,6 trilhões em danos a equipamentos elétricos em todo o mundo.
- 2014 — O voo 222 da TransAsia Airways cai perto de Huxi, Penghu, durante a aproximação ao aeroporto de Penghu. Quarenta e oito das 58 pessoas a bordo morrem e outras cinco pessoas no solo ficam feridas.
- 2015 — NASA anuncia a descoberta do Kepler-452b pela sonda Kepler.
- 2018 — Um incêndio florestal na Grécia mata pelo menos 102 pessoas. É o incêndio florestal mais mortal da sua história.
- 2022 — A Organização Mundial da Saúde (OMS) declara o surto de varíola dos macacos como Emergência de Saúde Pública de Âmbito Internacional (PHEIC).[3]

## Nascimentos

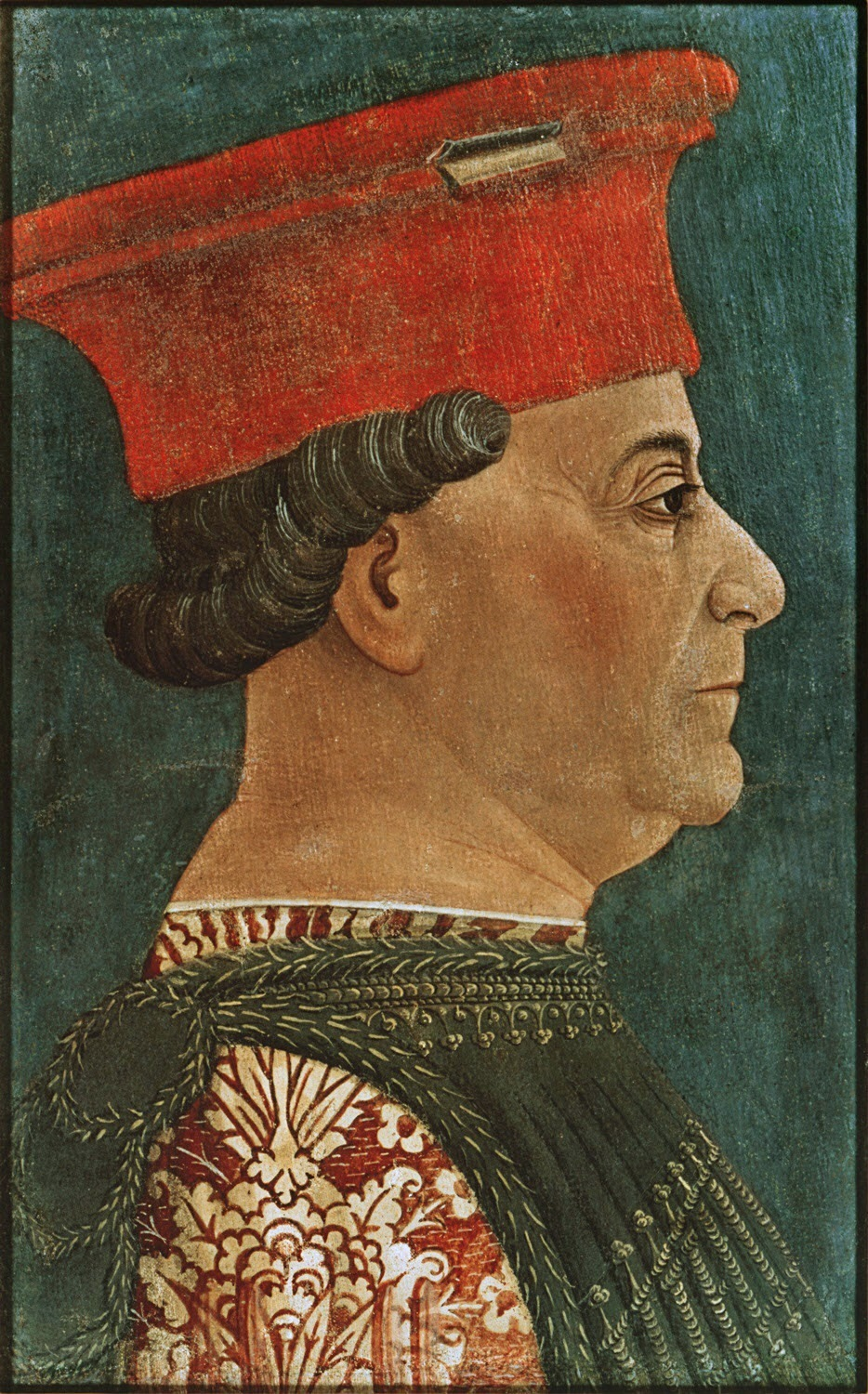
Francisco I Sforza

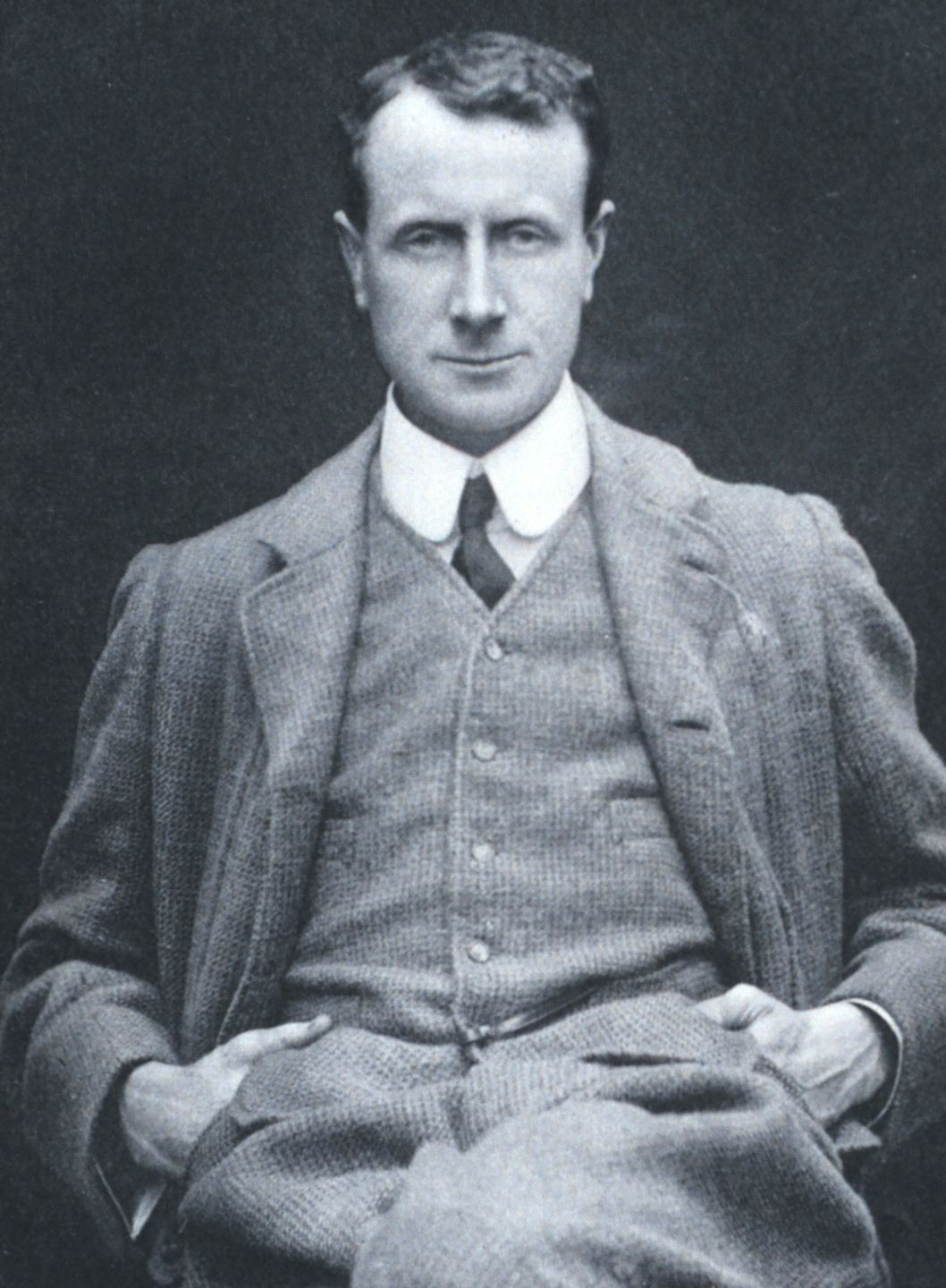
Edward Adrian Wilson

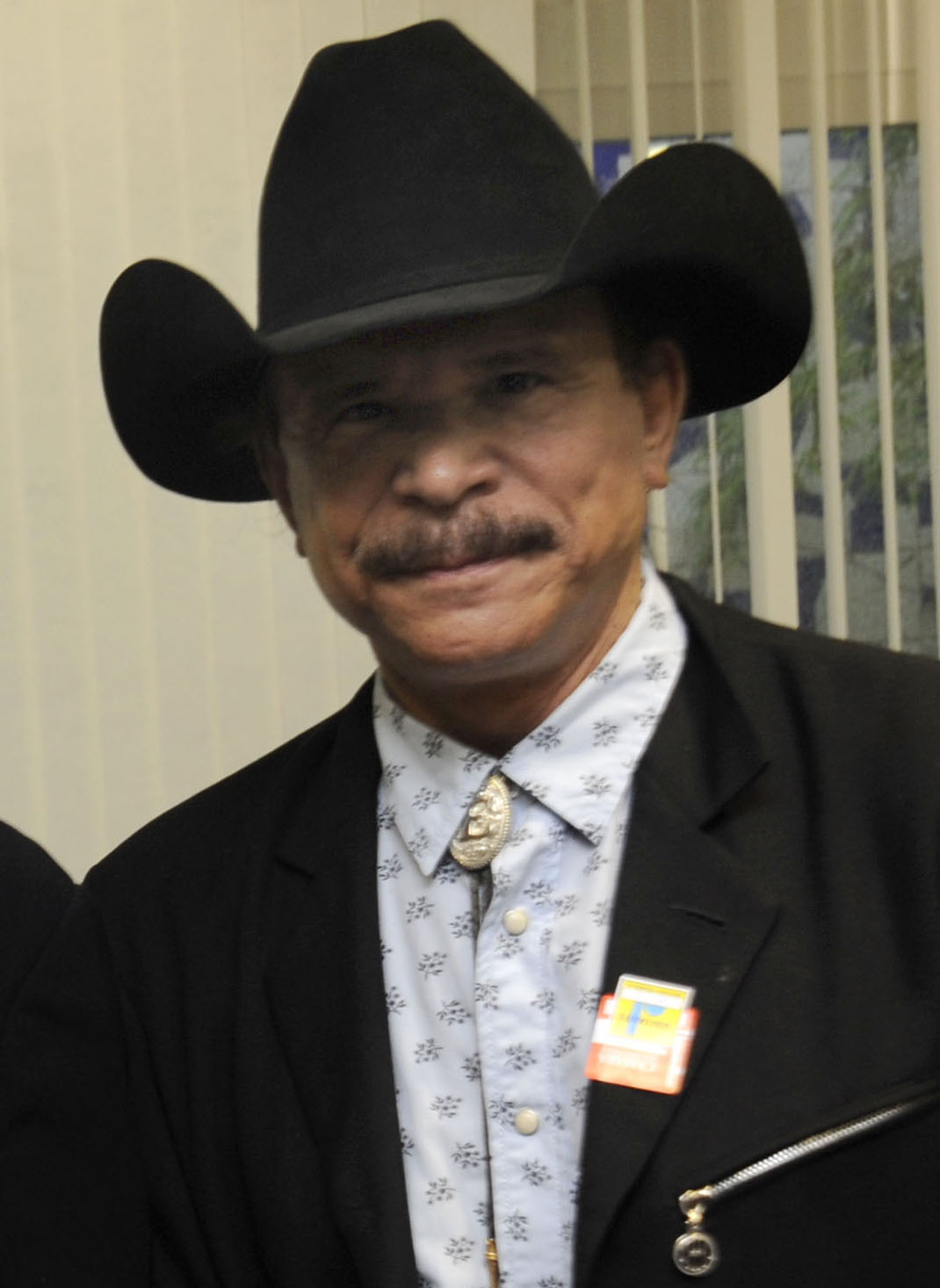
Eduardo Araújo

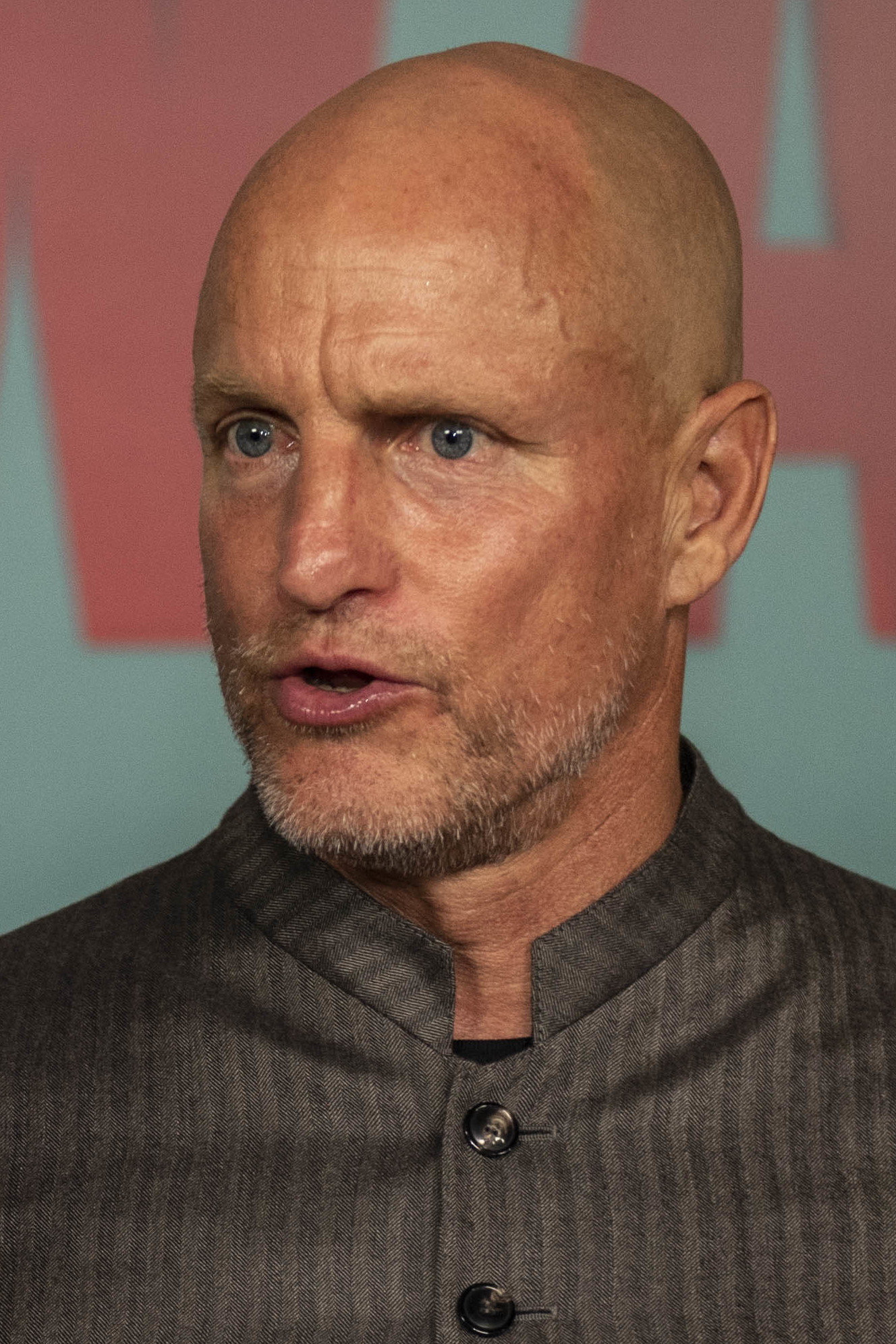
Woody Harrelson

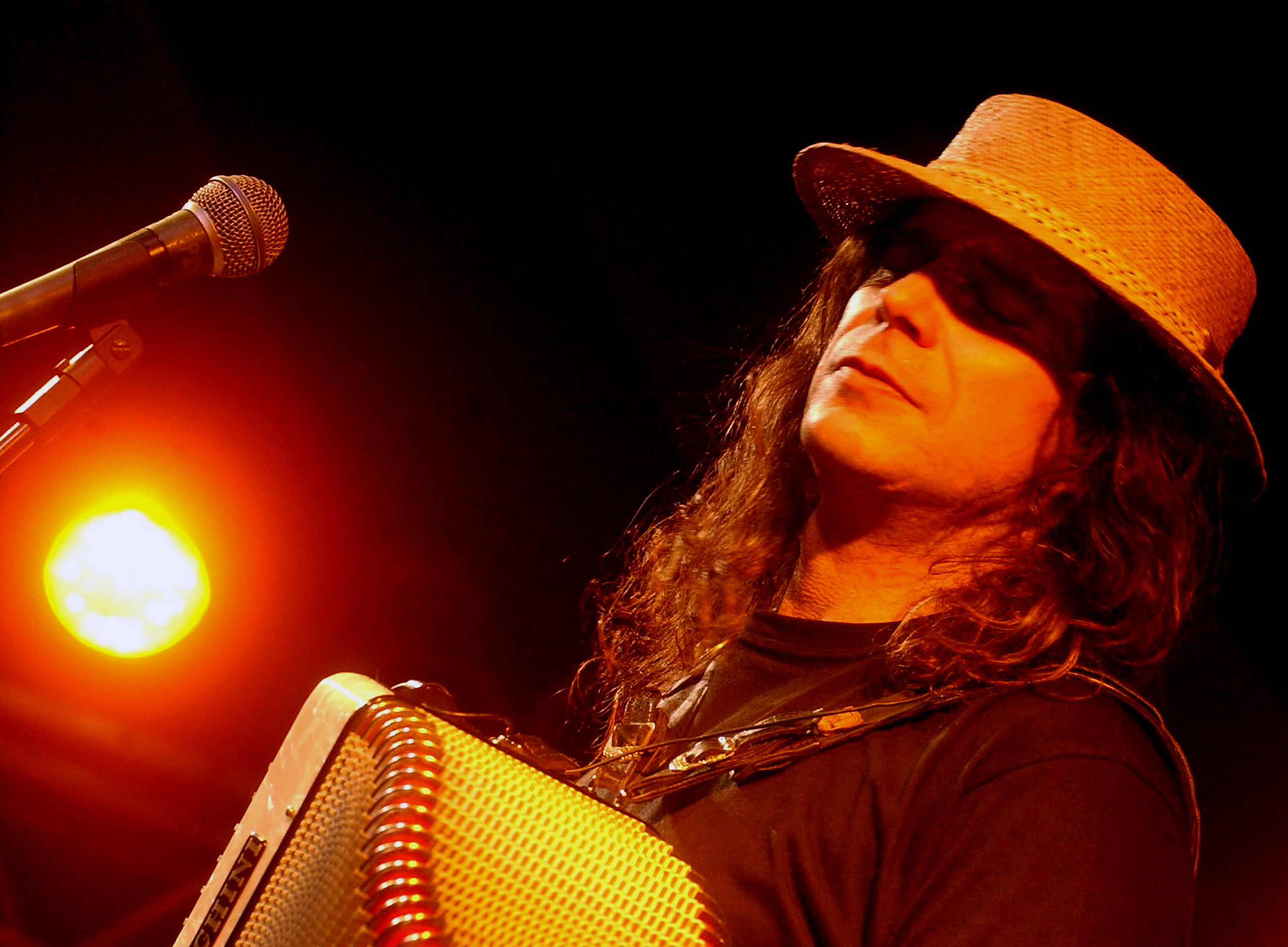
Renato Borghetti

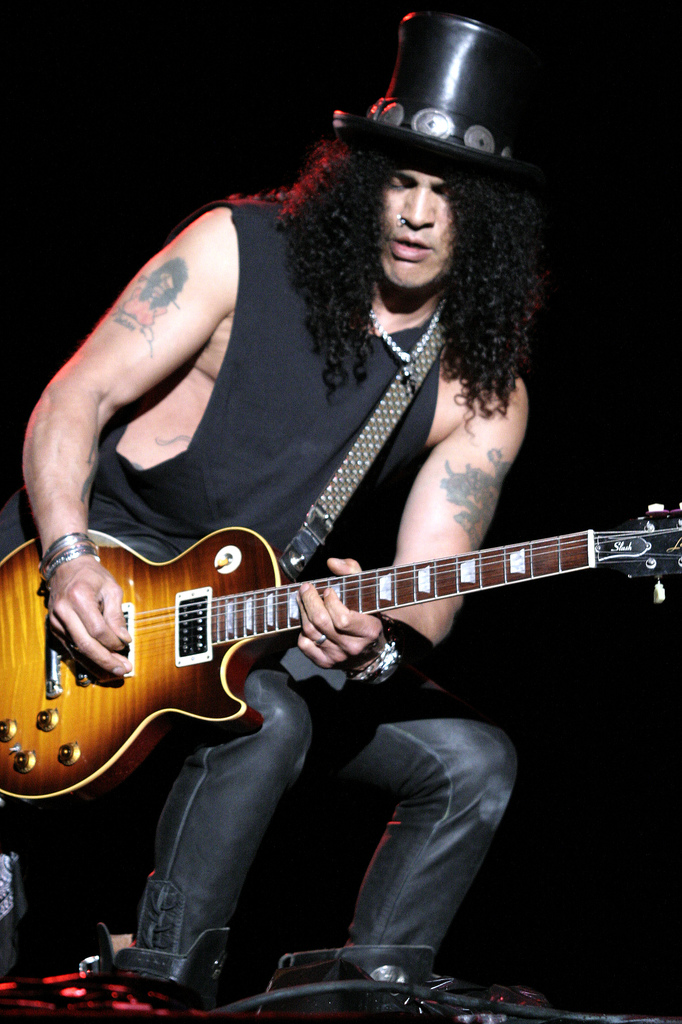
Slash

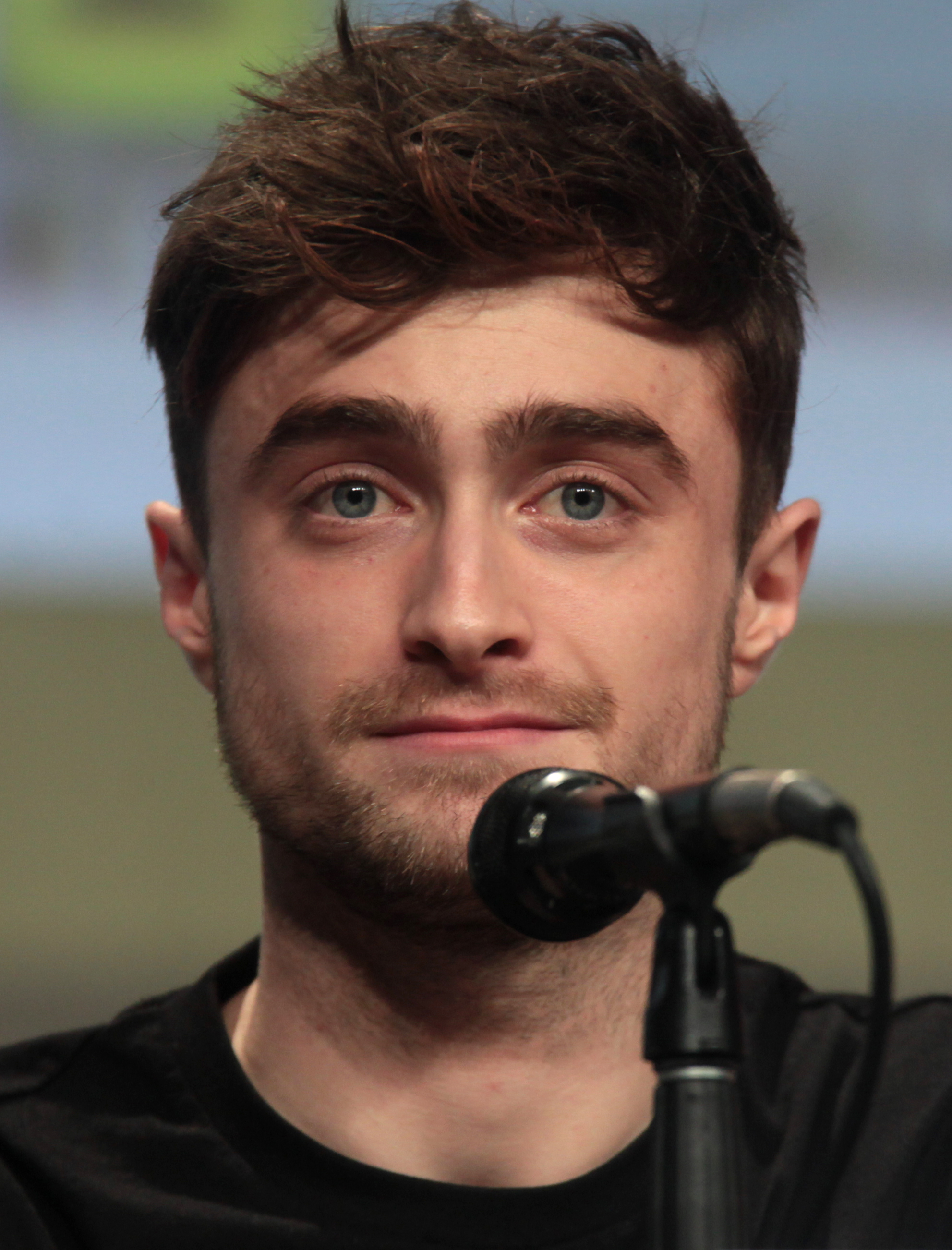
Daniel Radcliffe

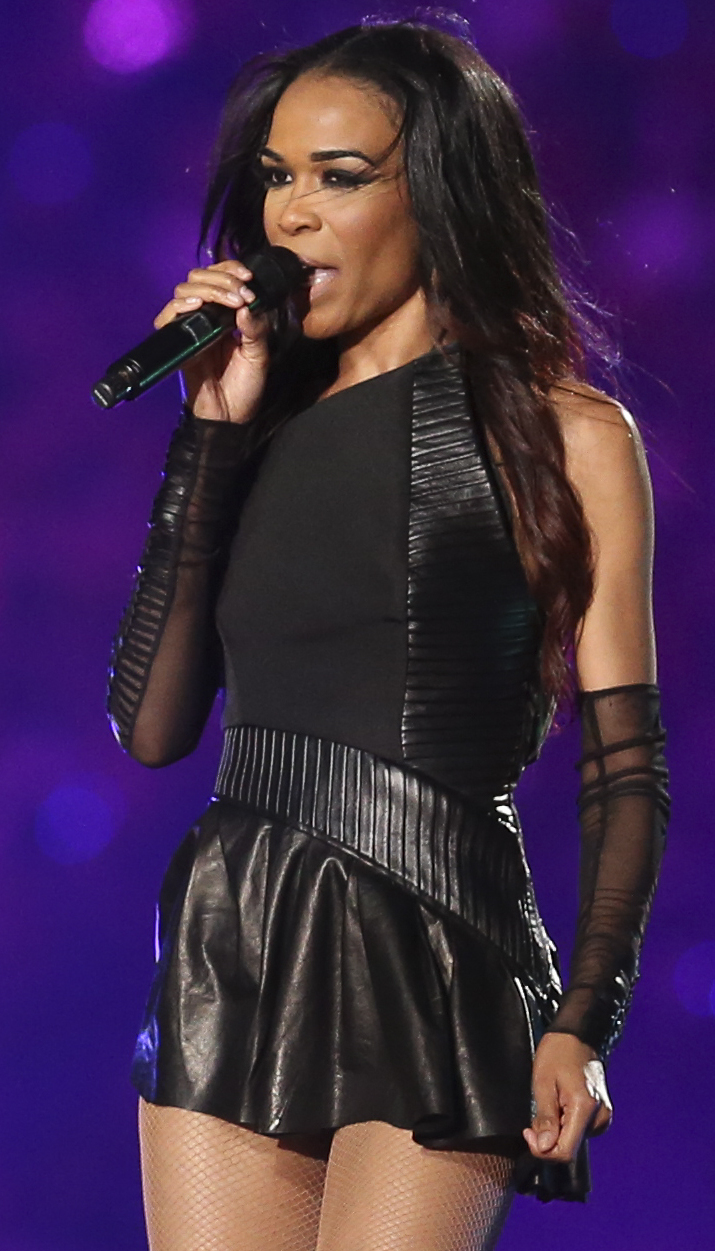
Michelle Williams

### Anteriores ao século XIX
- 1301 — Otão, duque da Áustria (m. 1339).
- 1339 — Luís I, Duque de Anjou e Rei de Nápoles (m. 1384).
- 1401 — Francisco I Sforza, duque de Milão (m. 1466).
- 1503 — Ana Jagelão, Rainha da Boêmia e da Hungria (m. 1547).
- 1649 — Papa Clemente XI (m. 1721).
- 1773 — Thomas Brisbane, militar e astrônomo britânico (m. 1860).
- 1775 — Étienne-Louis Malus, físico e matemático francês (m. 1812).
- 1777 — Philipp Otto Runge, pintor alemão (m. 1810).
- 1785 — Francisco Antonio Pinto, militar e político chileno (m. 1858).
- 1788 — Prideaux John Selby, ornitólogo, botânico e ilustrador britânico (m. 1867).
- 1796 — Franz Berwald, compositor sueco (m. 1868).

### Século XIX
- 1806 — Félix Arvers, poeta e dramaturgo francês (m. 1850).
- 1816 — Jean Laurent, fotógrafo francês (m. 1886).
- 1823 — Coventry Patmore, poeta e crítico britânico (m. 1896).
- 1850 — Daniel Elmer Salmon, microbiologista e veterinário estadunidense (m. 1914).
- 1851 — Peder Severin Krøyer, pintor norueguês (m. 1909).
- 1856 — Bal Gangadhar Tilak, ativista e político indiano (m. 1920).
- 1857 — Carl Meinhof, linguista alemão (m. 1944).
- 1864 — Apolinário Mabini, político filipino (m. 1903).
- 1865 — Max Heindel, teósofo, ocultista e místico dinamarquês (m. 1919).
- 1867 — Koda Rohan, escritor japonês (m. 1947).
- 1872 — Edward Adrian Wilson, explorador polar britânico (m. 1912).
- 1880
  - Antonio Rocco, pintor ítalo-brasileiro (m. 1944).
  - Elias, Duque de Parma (m. 1959).
- 1884
  - Emil Jannings, ator e produtor de cinema suíço (m. 1950).
  - José do Patrocínio Dias, bispo e militar português (m. 1965).
- 1886
  - Walter Schottky, físico alemão (m. 1976).
  - Salvador de Madariaga, político, diplomata e escritor espanhol (m. 1978).
- 1888 — Raymond Chandler, escritor estadunidense (m. 1959).
- 1889 — Louis Ségura, ginasta francês (m. 1963).
- 1891 — Harry Cohn, produtor de cinema estadunidense (m. 1958).
- 1892 — Haile Selassie, imperador etíope (m. 1975).
- 1894 — Dezső László, militar húngaro (m. 1949).
- 1895 — Florence Vidor, atriz estadunidense (m. 1977).
- 1898 — Carlos Augusto de Thurn e Taxis (m. 1982).
- 1899
  - Gustav Heinemann, político alemão (m. 1976).
  - Ruth Ellis, ativista americana (m. 2000).
- 1900 — John Babcock, militar canadense (m. 2010).

### Século XX

#### 1901–1950
- 1901
  - Helen Ferguson, atriz estadunidense (m. 1977).
  - Donald Reed, ator mexicano (m. 1973).
- 1902 — Otto Laporte, físico teuto-estadunidense (m. 1971).
- 1905
  - Leopold Engleitner, religioso austríaco (m. 2013).
  - Otto Kippes, astrônomo alemão (m. 1994).
- 1906 — Vladimir Prelog, químico croata (m. 1998).
- 1908 — Karl Swenson, ator americano (m. 1978).
- 1910 — Fernando de Santiago y Díaz de Mendívil, militar e político espanhol (m. 1994).
- 1911 — Amadeu Gonzales Ferreiros, bispo brasileiro (m. 1995).
- 1914
  - Reidar Kvammen, futebolista norueguês (m. 1998).
  - Carl Foreman, roteirista estadunidense (m. 1984).
  - Alf Prøysen, escritor e músico norueguês (m. 1970).
- 1915 — Aníbal Ciocca, futebolista uruguaio (m. 1981).
- 1917 — Knut Brynildsen, futebolista norueguês (m. 1986).
- 1921
  - Robert Brown, ator britânico (m. 2003).
  - Camilo de Mendonça, engenheiro agrônomo e político português (m. 1984).
- 1923 — Morris Halle, linguista letão-estadunidense (m. 2018).
- 1924
  - Gazanfer Bilge, lutador turco (m. 2008).
  - Camilo de Oliveira, ator, encenador e argumentista português (m. 2016).
- 1925
  - Pierre Baugniet, patinador artístico belga (m. 1981).
  - Quett Masire, político botsuano (m. 2017).
  - Oliver Smithies, biólogo estadunidense (m. 2017).
- 1926
  - Ludvík Vaculík, escritor e jornalista tcheco (m. 2015).
  - Cedella Booker, cantora e escritora jamaicana (m. 2008).
- 1927
  - Gérard Brach, diretor e roteirista francês (m. 2006).
  - Elliot See, astronauta, engenheiro e aviador naval estadunidense (m. 1966).
- 1928
  - Vera Rubin, astrônoma estadunidense (m. 2016).
  - Walter Beerli, futebolista suíço (m. 1995).
  - Hubert Selby Jr., escritor estadunidense (m. 2004).
- 1930
  - Roger Hassenforder, ciclista francês (m. 2021).
  - Richard Van Genechten, ciclista belga (m. 2010).
- 1931 — Arata Isozaki, escritor japonês (m. 2022).
- 1932 — Oswaldo Loureiro, ator brasileiro (m. 2018).
- 1933
  - Raimund Abraham, arquiteto austríaco (m. 2010).
  - Richard Rogers, arquiteto britânico (m. 2021).
- 1935
  - Jim Hall, ex-automobilista e dirigente automobilístico estadunidense.
  - John Cordts, ex-automobilista canadense.
- 1936 — Anthony Kennedy, jurista estadunidense.
- 1938
  - Juliet Anderson, produtora e atriz estadunidense (m. 2010).
  - Ronny Cox, cantor, compositor e ator estadunidense.
  - Charles Harrelson, criminoso estadunidense (m. 2007).
- 1941 — Sergio Mattarella, político e jurista italiano.
- 1942
  - Eduardo Araújo, cantor brasileiro.
  - Allen Danziger, ator estadunidense.
  - Jean-Claude Rudaz, ex-automobilista suíço.
- 1944 — Maria João Pires, pianista portuguesa.
- 1946
  - Tim Johnson, político estadunidense (m. 2022).
  - Alexander Kaidanovsky, ator e cineasta russo (m. 1995).
  - Edoardo Bennato, cantor e compositor italiano.
- 1947
  - Torsten Palm, ex-automobilista sueco.
  - Raimundo Sodré, cantor e compositor brasileiro.
  - Gardner Dozois, escritor norte-americano (m. 2018).
- 1949 — Flavio Venturini, músico, cantor e compositor brasileiro.
- 1950
  - Ramón Quiroga, ex-futebolista argentino-peruano.
  - Felipe Solá, político argentino.

#### 1951–2000
- 1951 — Edie McClurg, atriz e comediante estadunidense.
- 1952
  - Nicholas Hooper, compositor britânico.
  - Mark Weiser, cientista da computação norte-americano (m. 1999).
- 1953
  - Georgina Rizk, modelo libanesa.
  - Bornito de Sousa, professor universitário e político angolano.
  - Najib Razak, político malaio.
- 1954
  - Nicolae Negrilă, ex-futebolista romeno.
  - Saúl Rivero, futebolista e treinador de futebol uruguaio (m. 2022).
- 1955 — Vital Lima, músico e compositor brasileiro.
- 1956
  - Tengiz Sulakvelidze, ex-futebolista georgiano.
  - Mike Bruner, ex-nadador estadunidense.
- 1957 — Theo van Gogh, cineasta neerlandês (m. 2004).
- 1958 — Frank Mill, ex-futebolista alemão.
- 1959 — Li Qiang, político chinês.
- 1960
  - Manfred Bockenfeld, ex-futebolista alemão.
  - Jon Landau, produtor de cinema estadunidense (m. 2024).
- 1961
  - Woody Harrelson, ator estadunidense.
  - Martin Gore, cantor, compositor e produtor musical britânico.
  - Luis Fernando Montoya, treinador de futebol colombiano.
- 1962 — Eriq La Salle, ator, diretor e produtor de cinema estadunidense.
- 1963
  - Renato Borghetti, músico brasileiro.
  - Andy Townsend, ex-futebolista irlandês.
  - Slobodan Živojinović, tenista sérvio.
- 1964
  - Nick Menza, músico alemão (m. 2016).
  - Matilda Ziegler, atriz, dubladora e produtora britânica.
  - Teófilo Barrios, ex-futebolista paraguaio.
- 1965 — Slash, músico britânico.
- 1967
  - Philip Seymour Hoffman, ator e diretor teatral estadunidense (m. 2014).
  - Noboru Ueda, ex-motociclista japonês.
- 1968
  - Stephanie Seymour, modelo estadunidense.
  - Gary Payton, ator e ex-jogador de basquete estadunidense.
  - Antônio Hora Filho, árbitro de futebol brasileiro.
  - Shawn Levy, ator, diretor e produtor de cinema canadense.
- 1969 — Marco Bode, ex-futebolista alemão.
- 1970
  - Charisma Carpenter, atriz estadunidense.
  - Povilas Vanagas, ex-patinador artístico lituano.
- 1972
  - Giovane Élber, ex-futebolista brasileiro.
  - Marlon Wayans, ator estadunidense.
  - Roger, ex-futebolista e político brasileiro.
- 1973 — Monica Lewinsky, escritora e ativista estadunidense.
- 1974
  - Maurice Greene, ex-velocista estadunidense.
  - Stephanie March, atriz estadunidense.
- 1975 — Alessio Tacchinardi, ex-futebolista e  treinador de futebol italiano.
- 1976
  - Judit Polgar, enxadrista húngara.
  - Tony Bevilacqua, músico norte-americano.
  - Juanito Gutiérrez, ex-futebolista espanhol.
- 1977 — Néicer Reasco, ex-futebolista equatoriano.
- 1978
  - Sheila Mello, dançarina e atriz brasileira.
  - Tasia Sherel, atriz e modelo estadunidense.
- 1979
  - Íris Stefanelli, apresentadora de televisão brasileira.
  - Ricardo Sperafico, automobilista brasileiro.
  - Rodrigo Sperafico, automobilista brasileiro.
  - Iain Canning, produtor de cinema britânico.
  - Sotirios Kyrgiakos, ex-futebolista grego.
- 1980
  - Michelle Williams, cantora, atriz, modelo e dançarina estadunidense.
  - Fernando Ventura, quadrinista brasileiro.
  - Jimmy Tau, ex-futebolista sul-africano.
- 1981
  - Jarkko Nieminen, ex-tenista finlandês.
  - Romana, cantora portuguesa.
  - Raphaël Personnaz, ator francês.
- 1982
  - Paul Wesley, ator estadunidense.
  - Sérgio Moraes, lutador brasileiro de artes marciais mistas.
- 1983
  - Aaron Peirsol, ex-nadador estadunidense.
  - Jelly Selau, futebolista tuvaluano.
- 1984
  - Walter Gargano, ex-futebolista uruguaio.
  - Yann Jouffre, ex-futebolista francês.
  - Krysta Rodriguez, atriz e cantora estadunidense.
- 1985
  - Anna Maria Mühe, atriz alemã.
  - Bráulio Bessa, poeta brasileiro.
- 1986
  - Nelson Philippe, automobilista francês.
  - Ayaka Komatsu, modelo, atriz e cantora japonesa.
- 1987
  - Felipe Dylon, músico brasileiro.
  - Alessio Cerci, ex-futebolista italiano.
  - Luiz Gustavo, futebolista brasileiro.
  - Imanol Landeta, ator e cantor mexicano.
  - Ann-Sophie Duyck, ex-ciclista belga.
  - Felipe Seymour, futebolista chileno.
  - Julian Nagelsmann, treinador de futebol alemão.
  - Philipp Boy, ex-ginasta alemão.
- 1988 — Cheikh M'Bengue, ex-futebolista senegalês.
- 1989
  - Daniel Radcliffe, ator britânico.
  - Tim Agaba, jogador de rugby sul-africano.
  - Donald Young, ex-tenista estadunidense.
  - Kim Ekdahl du Rietz, ex-handebolista sueco.
- 1990
  - Gracie Carvalho, modelo brasileira.
  - Kevin Reynolds, patinador artístico canadense.
  - Rafael Forster, futebolista brasileiro.
- 1991
  - Lauren Mitchell, ginasta australiana.
  - Lars van der Haar, ciclista neerlandês.
  - Penelope Mitchell, atriz australiana.
- 1992
  - Jhon Cifuente, futebolista equatoriano.
  - Tosin Cole, ator britânico.
  - Britne Oldford, atriz canadense.
  - Danny Ings, futebolista britânico.
- 1994
  - Wilson Manafá, futebolista português.
  - Gabi Lopes, atriz brasileira.
  - Claudia Salas, atriz espanhola.
- 1996
  - Rachel G. Fox, atriz estadunidense.
  - Danielle Bradbery, cantora estadunidense.
  - Wataru Tanigawa, ginasta japonês.
- 1997
  - Danny Bond, cantautora brasileira.
  - Fabrício Daniel, futebolista brasileiro.
- 1998 — Deandre Ayton, jogador de basquete bahamense.
- 1999 — Wagner Leonardo, futebolista brasileiro.
- 2000
  - Malte Gårdinger, ator sueco.
  - Claudio Gomes, futebolista francês.

### Século XXI
- 2001
  - Christian Lundgaard, automobilista dinamarquês.
  - Vítězslav Jaroš, futebolista checo.
- 2002 — Benjamin Flores Jr., ator, dançarino, rapper e dublador estadunidense.
- 2004 — Valentín Barco, futebolista argentino.

## Mortes

### Anteriores ao século XIX
- 1373 — Brígida Birgersdotter da Suécia, santa e escritora sueca (n. 1303).
- 1531 — Luís de Brézé, nobre francês (n. 1463).
- 1757 — Domenico Scarlatti, compositor italiano (n. 1685).

### Século XIX
- 1862 — José María Bocanegra, político mexicano (n. 1787).
- 1896 — Aristides Lobo, político brasileiro (n. 1838).

### Século XX
- 1901 — Gaspar Silveira Martins, político brasileiro (n. 1835).
- 1927 — William Ashley, historiador britânico (n. 1860).
- 1932 — Alberto Santos Dumont, inventor brasileiro (n. 1873).
- 1951 — Philippe Pétain, militar e estadista francês (n. 1856).
- 1957 — Giuseppe Tomasi di Lampedusa, escritor italiano (n. 1896).
- 1966 — Montgomery Clift, ator estadunidense (n. 1920).
- 1971 — Van Heflin, ator estadunidense (n. 1908).
- 1989 — Michael Sundin, apresentador de televisão, ator, dançarino e trampolinista inglês (n. 1961).
- 1993 — Megan Taylor, patinadora artística britânica (n. 1920).
- 1999 — Hassan II de Marrocos (n. 1929).

### Século XXI
- 2002 — Euler Bentes Monteiro, general brasileiro (n. 1917).
- 2004 — Carlos Paredes, músico português (n. 1925)
- 2007 — Mohammed Zahir Shah, político afegão (n. 1914).
- 2009 — Duse Nacaratti, atriz brasileira (n. 1933).
- 2011 — Amy Winehouse, cantora e compositora britânica (n. 1983).
- 2013
  - Dominguinhos, cantor, compositor e músico brasileiro (n. 1941).
  - Djalma Santos, futebolista brasileiro (n. 1929).
- 2014 — Ariano Suassuna, escritor e poeta brasileiro (n. 1927).
- 2017 — Waldir Peres, futebolista e treinador de futebol brasileiro (n. 1951).
- 2019 — Juarez Soares, jornalista esportivo e político brasileiro (n. 1941).
- 2020 — Jacqueline Scott, atriz estadunidense (n. 1931).
- 2020 — Sérgio Ricardo, cantor, compositor e músico brasileiro (n. 1932).

## Feriados e eventos cíclicos

### Brasil
- Dia do Guarda Rodoviário
- Aniversário das cidades de Serrolândia e Santa Cruz Cabrália - Bahia
- Aniversário da cidade de Viana - Espírito Santo
- Aniversário da cidade de Pouso Redondo - Santa Catarina

### Cristianismo
- Ana de Constantinopla
- Brígida da Suécia

## Outros calendários
- No calendário romano era o 10.º dia (X) antes das calendas de agosto.
- No calendário litúrgico tem a letra dominical A para o dia da semana.
- No calendário gregoriano a epacta do dia é iv.